# 山口県道339号東吉部秋吉線
山口県道339号東吉部秋吉線（やまぐちけんどう339ごう ひがしきべあきよしせん）は、山口県宇部市から美祢市に至る一般県道である。

## 概要
宇部市大字東吉部から美祢市秋芳町秋吉に至る。

### 路線データ
- 起点：宇部市大字東吉部（山口県道30号小野田美東線交点）
- 終点：美祢市秋芳町秋吉（山口県道31号美東秋芳西寺線交点）

## 歴史
- 1976年（昭和51年）12月24日 - 山口県告示第1,057号により認定される。
- 2004年（平成16年）11月1日 - 厚狭郡楠町が宇部市に編入されたことに伴い起点の地名表記が変更される（厚狭郡楠町東吉部→宇部市東吉部）。
- 2008年（平成20年）3月21日 - 美祢郡秋芳町が美祢市・美祢郡美東町と新設合併したことに伴い終点の地名表記が変更される（美祢郡秋芳町秋吉→美祢市秋芳町秋吉）。

## 路線状況

### 重複区間
- 山口県道240号湯ノ口美祢線（美祢市秋芳町岩永下郷）
- 山口県道501号山口秋吉台公園自転車道線（美祢市秋芳町岩永下郷）

## 地理

### 通過する自治体
- 山口県
  - 宇部市 - 美祢市

### 交差する道路
| 交差する道路                                                                              | 市町村名 | 交差する場所   | 交差する場所 |
| ----------------------------------------------------------------------------------------- | -------- | -------------- | ------------ |
| 山口県道30号小野田美東線                                                                  | 宇部市   | 大字東吉部     | 起点         |
| 山口県道240号湯ノ口美祢線 重複区間起点                                                    | 美祢市   | 秋芳町岩永下郷 |              |
| 山口県道240号湯ノ口美祢線 重複区間終点 山口県道501号山口秋吉台公園自転車道線 重複区間起点 | 美祢市   | 秋芳町岩永下郷 |              |
| 山口県道501号山口秋吉台公園自転車道線 重複区間終点                                        | 美祢市   | 秋芳町岩永下郷 |              |
| 山口県道31号美東秋芳西寺線                                                                | 美祢市   | 秋芳町秋吉     | 終点         |

### 沿線
- 厚東川